# التجارة العالمية والمياه
التجارة العالمية والمياة العلاقة بين التجارة الدولية والمياه المستخدمة من قبل البشر. أدت الزيادة الكبيرة في عدد السكان خلال القرن العشرين إلى الزيادات السريعة في التنمية الاقتصادية العالمية الشاملة إلى تزايد التحديات بالنسبة لمستقبل إدارة المياه العامة. لقد تأثر العالم النامي بشكل خاص وهذا بسبب صعوبة الوصول أو الحصول على مياه نظيفة. كل عام، يموت الملايين من الناس بسبب الأمراض وهم أيضًا يفتقرون إلى رأس المال لعمل بنية تحتية لازمة لمكافحة هذه المشكلة. قد أدت هذه المشكلة إلى زيادة الطلب العالمي على المياه النظيفة وقد أدى هذا إلى الضغط على الاقتصاديين في السوق الحرة ليشيروا إلى أن أصحاب السوق الأثرياء هم الأفضل لمعالجة قضايا المياه. العديد من الدول يمكنها الاستفادة من التجارة الدولية في المياه. لا سيما الدول التي لديها فائض في المياه العذبة ورؤوس أموال وفيرة تطلع إلى تحقيق أرباح جيدة من تصدير المياه إلى دول أخرى، أو التي مهتمة بعوائد الاستثمار التي ستُجنيها من المشاركة في الأسواق الخارجية. ومع ذلك، لا يتفق الجميع على أن قوى السوق هي الأفضل قدرة على حل قضايا المياه. المنظمات الغير حكومية ومنظمات حقوق الإنسان ومختلف أصحاب المصلحة يعارضون النظر إلى المياه من الناحية الاقتصادية. هؤلاء الأفراد يقوموا باتهام اتفاقيات التجارة الدولية والمؤسسات الاقتصادية الدولية بما في ذلك البنك الدولي وصندوق النقد الدولي بمحاولة خصخصة الموارد التي يعتبرونها حق أساسي من حقوق الإنسان، وقد أدى عدم وجود فهم مشترك في مسألة النظر إلى المياه كسلعة أو حق أساسي من حقوق الإنسان إلى مناقشات ساخنة وحادة بين المهنيين القانونيين والأعضاء القياديين في الأوساط الأكاديمية.

## المياه كسلعة
قبل الفترة الصناعية، تم استخراج المياه من قبل أي مجتمع محلي قد عاش حولها. ومع تقدم الفترة الصناعية، استُبدلت هذه النظرة بمنهج ذا توجه اقتصادي أكثر. اليوم، تمر معظم المياه بعملية صناعية معقدة تبدأ باستخلاصها وتنظيفها من الشوائب وتنتهي في عملية معقدة تشمل الأنابيب والسدود وأنواع أخرى من المرافق غير الطبيعية. حتى المياه العذبة الموجودة في الأنهار والبحيرات يجب أيضًا أن يتم استخلاصها بطريقة ما. وبوجه عام، تنطوي هذه الاعتبارات على  استخدام الأراضي والعمالة ورأس المال، وبذلك تحل محل مفهوم المورد المشترك إلى منتج قائم على القيمة. تلعب محطات تحلية المياه دورًا رئيسيًا أيضًا.

## المؤسسات الدولية والاتفاقيات التجارية الدولية وخصخصة المياه
في عام 2000، كان من بين 40 قرضًا من صندوق النقد الدولي وُزع حوالي 12 طلب خصخصة كلية أو جزئية لإمدادات المياه. كما شملت 50 في المائة من قروض البنك الدولي الصادرة في 2002 إلى البلدان النامية، فقرة خصخصة خدمات المياه ، هذا وبالإضافة إلى المؤسسات الدولية التي تتجه نحو الخصخصة. فإن الاتفاقيات التجارية في القرن العشرين قد خلقت أيضًا إطارًا قانونيًا للسماح ببيع المياه. تعمل GATS والتي تُعرف باسم «الاتفاق العام للتجارة في الخدمات»، لديها قائمة في النهج مما يعني أنها تسمح بالخصخصة في المناطق التي وافقت الأمة على فتحها أمام الأعضاء الآخرين. تهدف جولة مفاوضات الدوحة للتنمية إلى تغيير هذا الشأن. خلال هذه المفاوضات، تم إعلان أنه لن يتم استبعاد أي قطاع من المفاوضات إلى الاتفاقية الجديدة. إذا مفاوضات خدمات المياه، فحينما يختار عضو ما فتح أسواقه أمام قطاعاتهم الخاصة فواجب على الأعضاء الآخرين أن يتم منحهم نفس الحقوق للاستثمار في هذا. العديد من الاتفاقيات التجارية الإقليمية ليس لديها قائمة في النهج وبالتالي فهي تخضع لنفس الشروط المذكورة أعلاه، فعلى سبيل المثال، في اتفاقية التجارة الحرة بين جمهورية الدومينيكان وأمريكا الوسطى، فقط كوستاريكا حددت بشكل مباشر أن خدمات المياه مستبعدة من الاستثمار الأجنبي، ولم تقدم الدول أخرى أي طلب مماثل. بسبب هذه النتائج المتفاوتة التي قد تم الحصول عليها من خصخصة خدمات المياه ومع صعوبة عكس ذلك القرار، عارضت العديد من الجهات بقوة أمر تصدير المياه العذبة. تدعي هذه الجهات أنه بمجرد أن يُسمح بحدوث مثل هذا الإجراء، فإنها ستشكل سابقة لمعالجة المياه مثلها مثل أي تصدير آخر. وهذا بدوره سيصبح مُلزمًا قانونيًا ولا يوجد رجعة فيه.

## النزاعات التجارية الدولية والمائية والسياسية
كندا هي واحدة من أكبر الدول التي تمتلك مياه عذبة وقد شاركت لسنواتٍ عديدة في نزاع قانوني حول امتلاكها للمورد. في عام 1990 دَعت حكومة بريتيش كولومبيا شركة أمريكية تُدعى "Sunbelt" حتى تستثمر في عملية ما لتصدير المياه، ولكن بسبب النكسات، لم يُوثق العقد أبدًا، ورَفعت Sunbelt دعوى قضائية ضد حكومة كولومبيا البريطانية بسبب عدم وفائها بالتزامها. بعد سنوات من النزاع أعلنت الحكومة الكندية عام 1999 أن المياه في حالتها الجديدة مثل تلك الموجودة في الأنهار والبحيرات لا تحتوي على قيمة اقتصادية، وبالتالي فهي خارجة عن التزامات اتفاقية التجارة. بالإضافة إلى ذلك، إسَتشهدت الحكومة بالمادة الحادية عشر من اتفاقية الجات (G) حيث تسمح هذه المادة بحفظ مورد طبيعي طالما أن الإجراء الذي تتخذه الحكومة يتم بطريقة غير تمييزية أو بشكل عنصري. غير أن Sunbelt اختلفت مع قابلية تطبيق هذه الفقرة وزعمت أن إجراءات كندا تَنتهك وبشكل مباشر العديد من الاتفاقيات الدولية التجارية وعلى وجه الخصوص، تناولت شركة Sunbelt المادة الحادية عشر من الاتفاق العام بشأن التعريفات الجمركية والتجارة والتي تمنع دولة عضو من فرض إجراءات غير الضرائب والرسوم المفروضة على تصدير السلعة. وبالمثل، فقد جادلت Sunbelt أن الماء الموجود في كولومبيا البريطانية ينتمي إلى الشركات الأمريكية بقدر ما ينتمي إلى الشركات الكندية. تُستنَد هذه الحُجة إلى المادة 11 من اتفاقية التجارة الحرة لأمريكا الشمالية المعروفة باسم «الفصل الاستثماري». بمجرد استخراج الماء من حالته الطبيعية لأي سبب كان، يجب إعطاء نفس الحق للمستثمرين الأجانب. تجادل Sunbelt أن الشركات الكندية لديها مثل هذا الاستخراج في الماضي وبالتالي فتحت الباب أمام المستثمرين الأجانب للدخول والقيام بالمثل.

## تركيا وإسرائيل
في عام 2002، وافقت إسرائيل على شراء 1.72 مليار قدم مكعب من المياه من تركيا كل عام لمدة عشرين عامًا. تشمل طريقة النقل على استخدام فقاعات بلاستيكية كبيرة من شأنها إحضار الماء إلى مرفق التخزين. فيما يتعلق بالمحادثات أعلن وزير الخارجية التركي أن هذا الاتفاق سيزيد من التعاون بين البلدين ويؤدى إلى السلام والاستقرار في الشرق الأوسط. من الناحية الاقتصادية، توصلت إسرائيل إلى أن تكلفة استيراد المياه ستكون أعلى من اختيار خيار تحلية المياه، لكنها اختارت الاستيراد على أيةِ حال. بالإضافة إلى أمله في تحقيق السلام، فقد ذكر وزير الخارجية أيضًا أن هذه الاتفاقية البارزة تُحول المياه إلى سلعة مقبولة دوليًا، وأن تركيا تأمل في بيع المياه إلى دول أخرى. ألغت تركيا هذا الاتفاق بعد غارة الأسطول في غزة على يد قوات الكوماندوز في الجيش الإسرائيلي في غزة قافلة «فلويدلا» في 31 مايو 2010. وخلال هذا الحادث قُتِل العديد من المواطنين الأتراك على يد القوات المسلحة الإسرائيلية.

## إعلان الأمم المتحدة
في يوليو 2010، أعلَنت الجمعية العامة للأمم المتحدة أن الحصول على المياه النظيفة والصرف الصحي حق من حقوق الإنسان. ولم تُحدد الجمعية ما إذا كانت السلطة العامة أو القطاع الخاص هو الأفضل من حيث توفير هذا الحق.